# 和平時期的特殊階段
和平時期的特殊階段（西班牙語：Período especial en tiempos de paz）是古巴政府用來描述始於1990年的十年經濟危機的委婉說法。始於蘇聯解體,進而導致經濟互助委員會解體以及1992年以來美国加强封锁。1990年代初至中期，特殊时期的经济萧条最为严重，1990年至1993年期间，GDP下降了36％。从1994年开始，经济逐渐复苏，到2007年，GDP达到了1990年水平。首先，这一时期主要由于对石油产品（如汽油、柴油和其他燃料）实施严格限制，而古巴过去从与苏联的经济关系中获得这些产品。这一时期改变了古巴的社会和经济，迫使古巴对农业进行紧急改革，减少了汽车的使用，并迫使进行工业、卫生和配给方面的重组。

## 生产模式的变化

### 能源资源
特别时期的影响突如其来。1991年之后，古巴与苏联达成的原油供应协议停止，随后一年，古巴经济遭受了重大的进口限制，石油进口量减少到了正常水平的10％。1990年估计的国内生产总值（GDP）为311亿美元，到了1993年，仅为198亿美元。
古巴领导人菲德尔·卡斯特罗出现在古巴国家电视台上，警告古巴人民即将面临的能源短缺，这是在俄罗斯通知古巴，他们不打算履行由苏联签署的协议后发生的事情。

### 农业和重新定位
燃料短缺对农业造成了特别严重的影响，因为燃料对拖拉机、收割机和割草机的运行至关重要，同时也影响了古巴的工业能力。
特殊时期的最初阶段在交通和农业部门普遍受到中断的情况下度过，缺乏石油衍生物制成的肥料和杀虫剂，以及普遍的食品短缺，饥荒和其最严重的影响是无法避免的。
来自澳大利亚和世界其他地方的永续农业技术专家来到古巴，协助并教授当地农民他们的技术，很快这些技术就被应用到了古巴各地的田地中。古巴政府迅速实施了永续农业，并取代了传统的工业化耕作方式。永续农业所强加的重新定位和创新的转变方式必须迅速发展。由于苏联“石油换糖”计划的消失，古巴对糖的生产需求急剧下降，因此古巴急速多样化其农业生产，利用甘蔗地种植水果和蔬菜。

### 畜牧业
古巴农场对化石燃料的依赖导致肉类和基本产品的生产受到影响，这些产品在饮食中减少。这促使人们采取以大豆和各种饮品为基础的饮食，最终转向了纯素饮食。古巴工程师提出的替代能源方案被极权主义政权拒绝。

### 交通

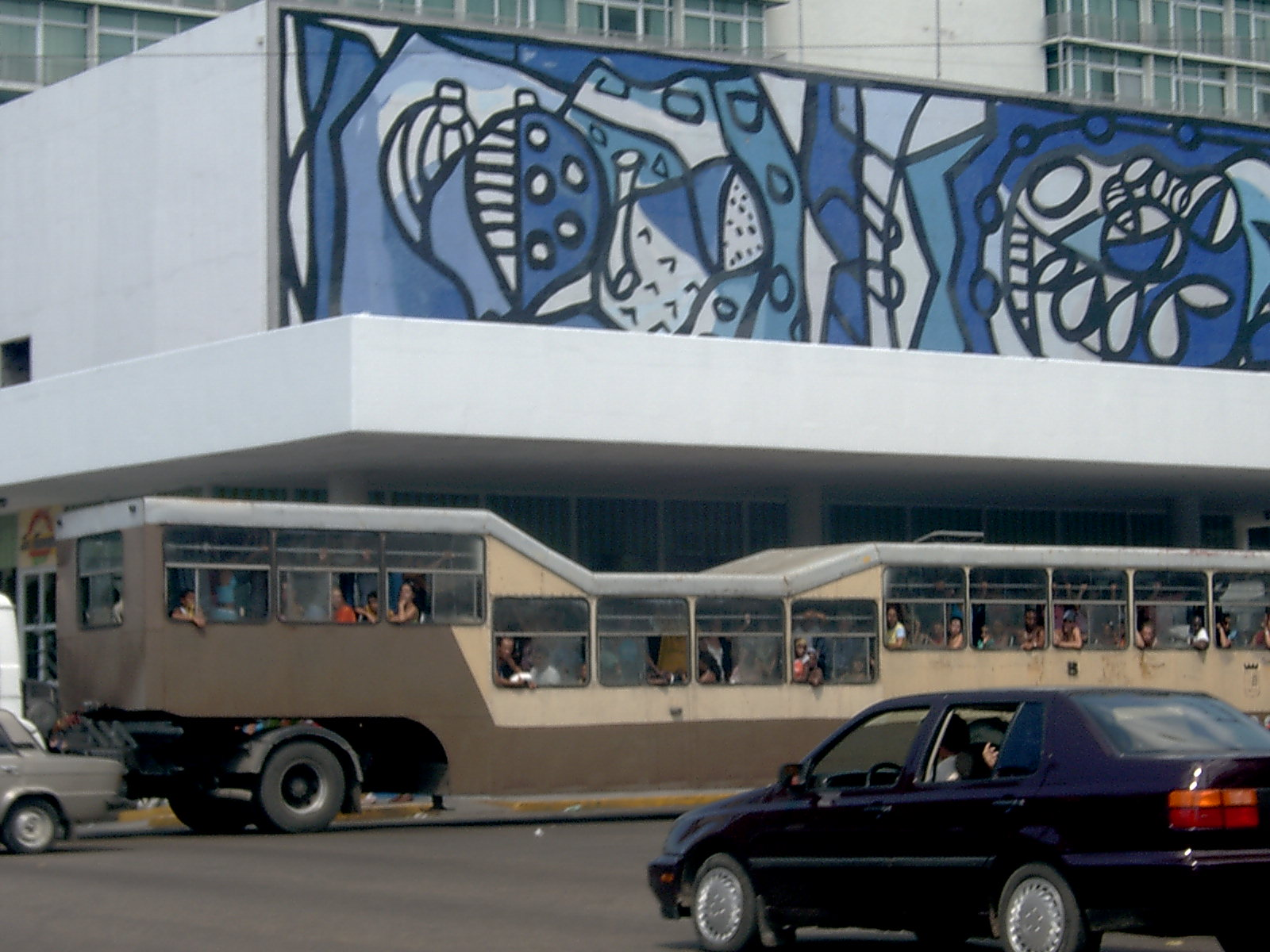
在此期間推出了“駱駝”（車頂呈凹狀如同駝峰而得名）巴士拖車，拍攝于2006年的哈瓦那。
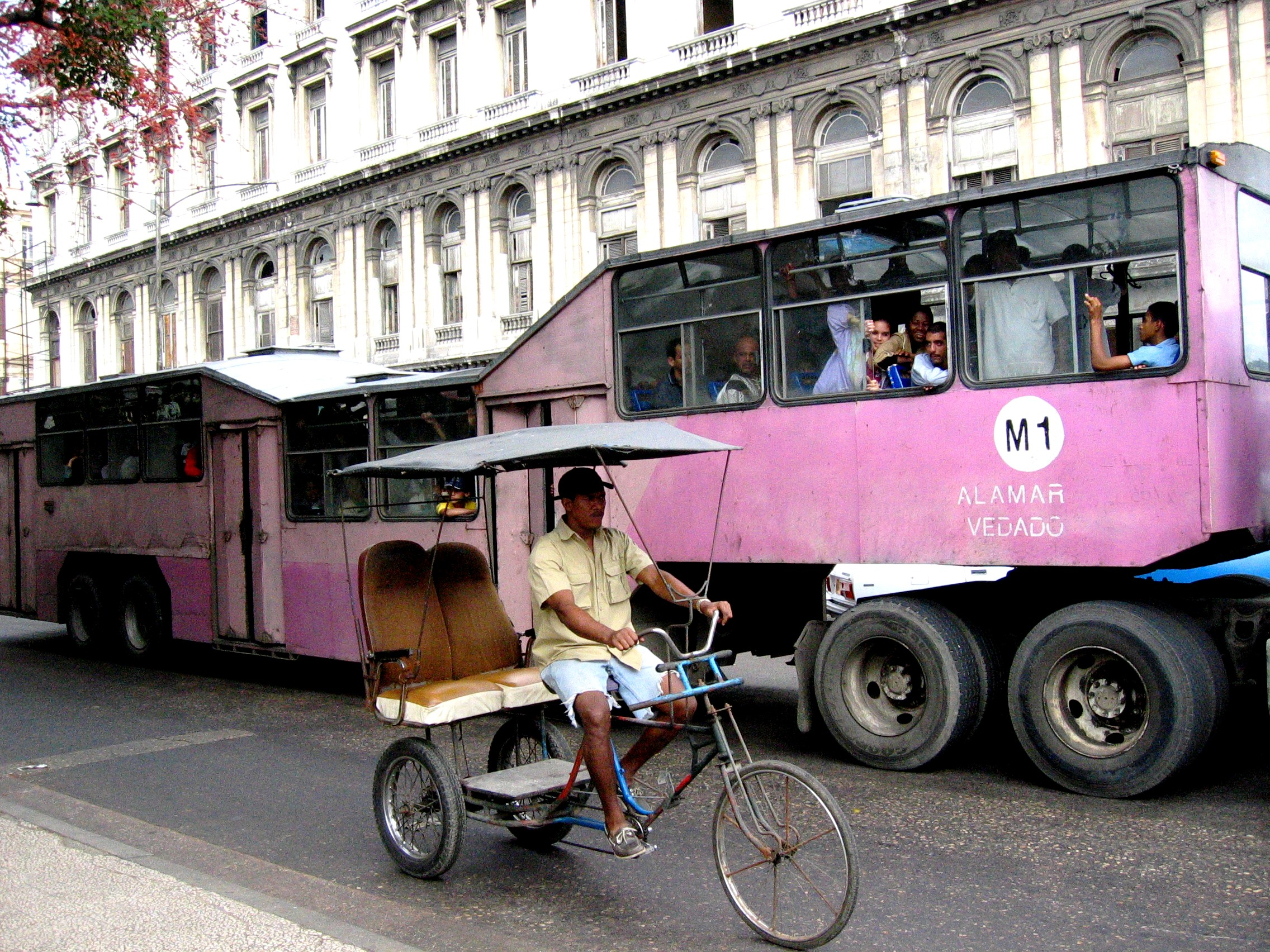
駱駝和三輪計程車 ,拍攝于2005的哈瓦那。
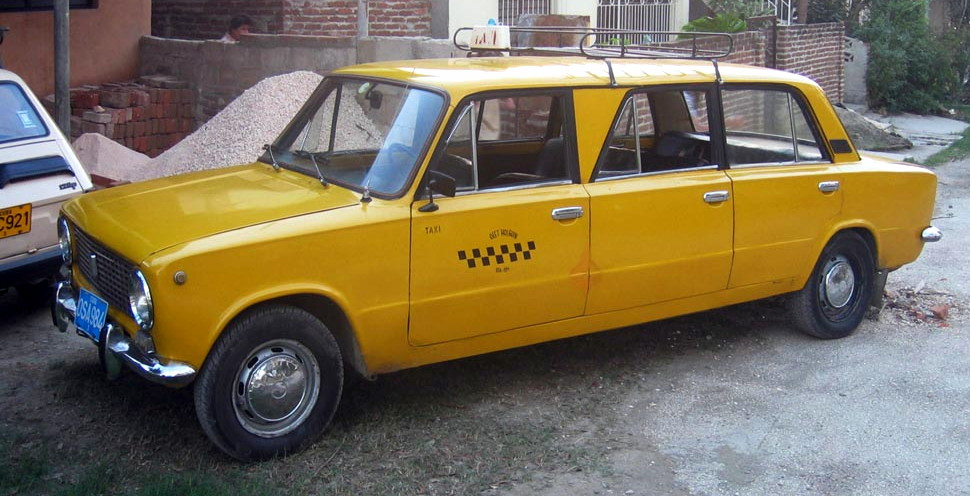
一辆拉達汽車被改装成一辆加长的豪华出租车，拍摄于2006年的特立尼达。
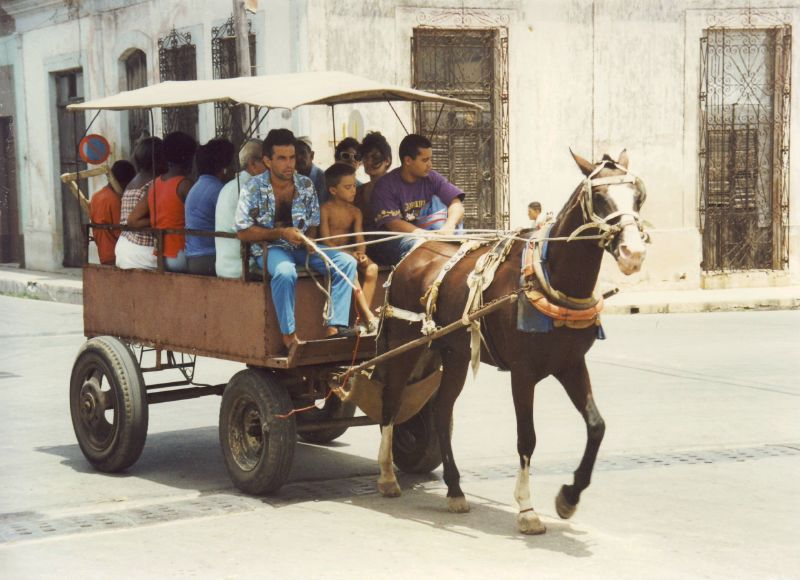
一輛馬車，拍攝於1994年的巴拉德罗。
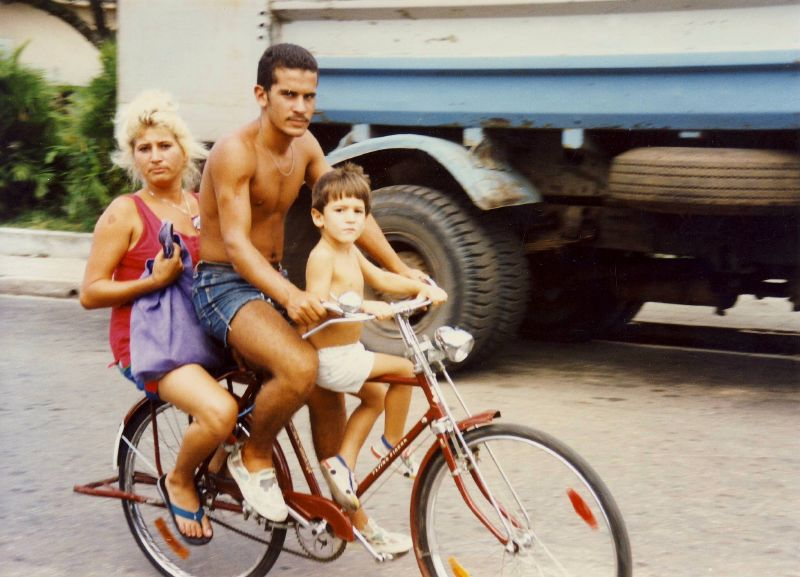
共享自行車的一家人，攝於1994年。

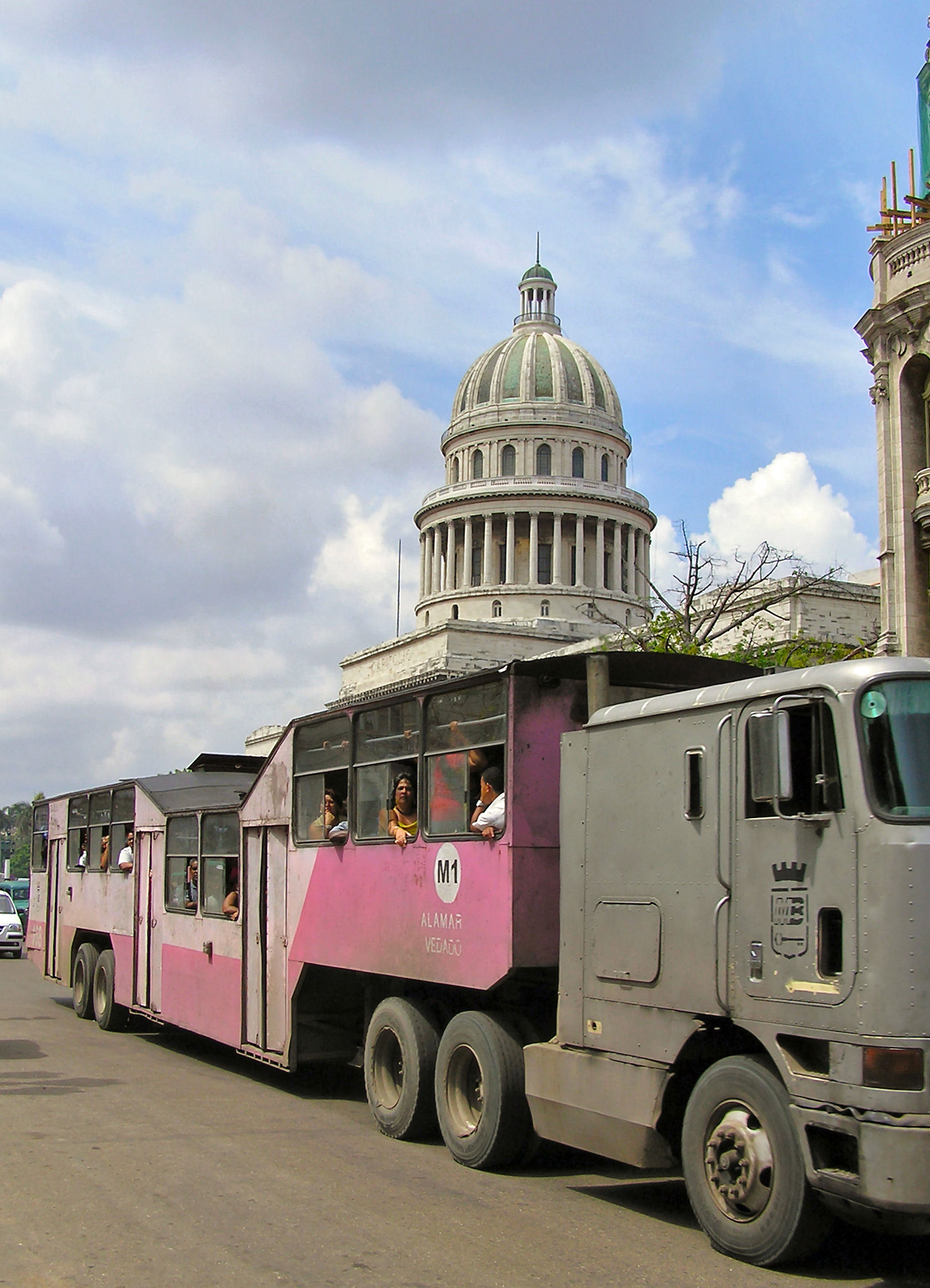
國會大廈附近的駱駝3

古巴人曾习惯于将汽车作为方便的交通工具。调整到新的交通管理方式是一个困难的转变，但在生存的关键是食物的意识下，交通变成了次要的问题。步行、搭便车和拼车成为常态。私人拥有车辆不常见，拥有车辆被视为凭借表现获得的特权。公共交通包括以下形式：
- 汽车 - 古巴普遍使用的老式美国汽车被用作出租车，可运送六至八名乘客，并根据需要在各地停靠。
- 卡车 - 添加了篷布和台阶以容纳更多乘客，并保护他们免受自然元素的影响；或者使用开放式的“倾卸车公交车”。
- 自行车 - 从中国购买了120万辆自行车并分发，另外古巴还生产了另外50万辆自行车。
- “骆驼” - 将半挂卡车平板车改装成类似公交车的车辆，可容纳多达300名乘客。
- 政府车辆根据需要接载乘客。
- 马匹和骡子以及拥有出租车牌照的自行车和马车在农村和城市地区都很常见。
- 个人的方便性次于能源的有效利用。

与此同时，当时的严重经济形势导致全国高速公路建设完全停滞，此前仅覆盖国家49％的高速公路无法继续建设。此外，材料短缺使得大部分基础設施无法进行有效的维护，导致道路、桥梁、铁路和水道逐渐恶化。

### 礦產
另外，还必须应对对钢铁和其他矿产衍生品进口的急剧减少，这导致全国范围内的炼油厂和工厂关闭，大幅削减了国有工业和数百万个工作岗位。

### 旅游业、汇款和新的收入形式
古巴革命也不得不采取新的管理方式来使旅游业更具盈利性，与西欧（特别是西班牙）和南美各国达成协议，试图获取必要的外汇以取代失去的苏联石油。然而，所有这些新企业都掌握在军方手中，因此再次掌握在国家和共产党手中。另一方面，古巴比索贬值导致那些在海外有家人的人通过汇款也有更多的收入和经济稳定。尽管存在这些局部开放，但对普通公民来说，选择仍然有限。

## 影響

### 抗議運動

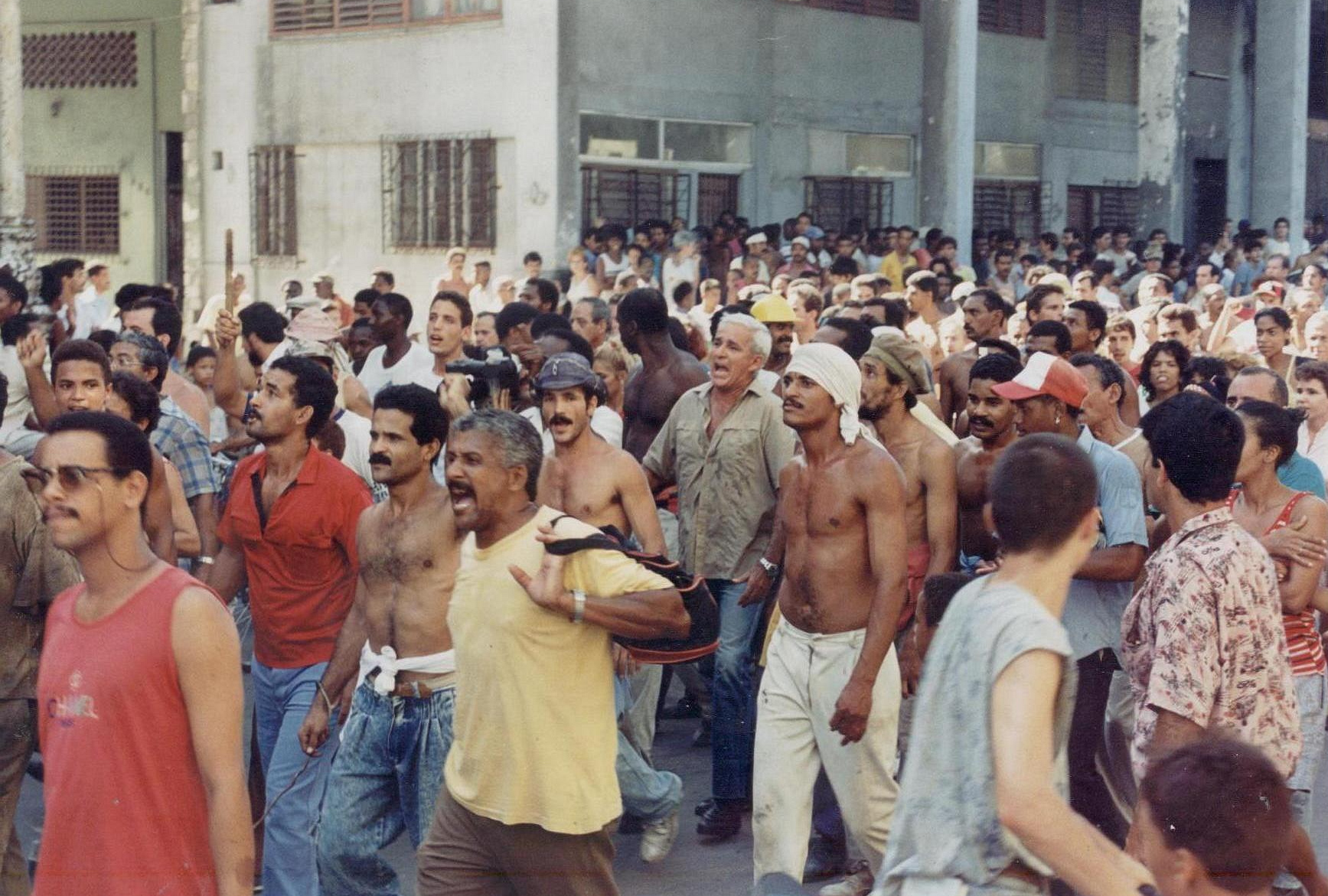
古巴人抗议所谓的Maleconazo。

1994年8月5日，数百名古巴人在哈瓦那举行抗议活动，其中一些人高喊着“自由！”。抗议活动中，一些示威者向警方投掷石块，几个小时后被警方驱散。一篇发表在《民主杂志》上的文章指出，这是古巴反对派能够得到最接近彻底解放的一次机会。

### 健康方面的影響

#### 營養不良
营养供给量从1989年的每天2845千卡减少到1994年的每天1863千卡，而成年人的最低推荐摄入量为每天2100至2300卡路里。同时，据估计，儿童和老年人每天只摄入1450卡路里。根据Franco等人（2007）的研究，每位古巴成年人在1990年至1995年期间的体重损失在5%至25%之间。
由于可能的营养和毒素因素的组合，人口中出现了视神经炎和周围神经病的流行病。从1991年至1992年开始出现首批零星病例，随后以指数级速度增加，直到1993年5月达到了3万名患者。古巴政府从那时起开始免费分发维生素补充剂。到1997年，报告的病例总数已上升至从危机开始的56800名患者。

#### 文明病
在特殊时期的营养不良导致了一些流行病的出现，但另一方面也产生了一些正面效应，特别是与文明疾病相关的其他疾病方面。根据Franco（2007）在《美国流行病学杂志》上发表的一篇文章，数据显示，“在1997年至2002年期间，与文明疾病如糖尿病（51％）、冠心病（35％）、中风（20％）和其他原因（18％）相关的死亡人数有所减少。”对于Franco来说，这是因为人们试图减少能量储存而不减少食物的营养价值所致。

#### 孕婦和嬰兒的死亡率
根据《加拿大医学协会杂志》（CMAJ）的报告，重要的负面后果包括因常见产科并发症导致的孕产妇死亡率增加了60％，以及总孕产妇死亡率增加了43％。另一方面，古巴的婴儿死亡率有所降低，这是因为贫困导致的生育率下降、非官方堕胎增加、避孕药物更广泛分发以及古巴医疗体系对婴儿的非常全面的关注所致。

#### 老年人死亡率
根据《美国流行病学杂志》的研究，老年人所有死因的死亡率出现了轻微增加。而根据《加拿大医学协会杂志》的报告，在古巴，老年人的死亡率在1982年至1993年间增加了高达20％。

#### 其他影響
《加拿大医学协会杂志》批评了《美国流行病学杂志》的弗朗科（Franco）发表的文章，认为其没有考虑到其他对人口的影响，如心理和社会效应，认为古巴特殊时期的饥荒是由极端的政治和经济因素引起的，这些因素是专制政权的特征，并且导致了极端的配给制度。这种情况迫使古巴政府接受了来自北美的食品、药物和现金捐赠。

## 特殊時期之後（1995年至今）
在古巴主要经济支柱崩溃带来的冲击逐渐减弱的同时，该国开始更加明显地恢复。卡斯特罗强调了保持多项社会指标的成功，他称这些指标与一些第一世界相似（如教育、降低婴儿死亡率、提高預期壽命等）。特殊时期的结束是逐渐的，从1995年到1997年。1995年，通过颁布外国投资法吸引了私人资本，改善了该岛经济。在这些年里，克服了一个处于破产状态的社会的重重障碍。
自1999年2月查韦斯成为委内瑞拉总统后，古巴在委内瑞拉找到了一个重要的伙伴，通过优惠贸易建立了对古巴非同寻常的利益。委内瑞拉每天以补贴价格向古巴提供超过10万桶的石油，这些石油会以信贷形式支付，并在数年内支付。古巴将这些石油以国际价格转售给其他国家，从而获得了数十亿美元用于教育、医疗和食品支出，这在以前几年因缺乏贸易伙伴而导致美国禁运的加剧时期很难实现。随着接下来的十年里，拉丁美洲出现了更多的左翼和中间倾向的政府，这些石油的供应也扩展到了其他国家。
此外，在特殊时期，古巴开始努力实现对资源更负责任的消费，这一努力体现在所谓的“能源革命”中。该能源革命旨在通过各种途径实现能源生产和自然资源之间的平衡，例如替换白炽灯为节能灯、对低能耗电器提供补贴等等。
自2003年以来，根据经济委员会拉丁美洲和加勒比地区的报告，古巴的国内生产总值（GDP）一直持续增长。2006年，古巴经济增长了12.6％，成为当年拉丁美洲增长最快的国家，根据经济委员会拉丁美洲和加勒比地区的报告。2007年，相比前一年，古巴经济增长了7.6％。 2009年，尽管受到2008年1月的国际金融危机和同年古巴遭受三次强烈飓风的影响，但根据经济委员会拉丁美洲和加勒比地区的估计，古巴的GDP同比增长了1％。2011年4月，在古巴举行了执政的古巴共产党第六次代表大会，随后开始了一系列经济、技术和社会改革，这些改革一直持续到现在，被称为“党和革命社会政策的经济和社会政策方针”。
然而，自2018年以来，劳尔·卡斯特罗政府所采取的经济改革明显放缓。这发生在古巴政府领导层换届的时刻，米格尔·迪亚斯-卡内尔接替劳尔·卡斯特罗成为国务委员会和部长理事会主席。2019年，美国对古巴实施的禁运措施加剧，委内瑞拉的危机也加剧了古巴的经济状况。2020年，COVID-19大流行迫使许多国家关闭边境，直接打击了古巴最依赖的旅游业。这一年，古巴的GDP下降了11％。2021年，政府采取的经济措施——"任务调整"和创建自由兑换货币店——导致通货膨胀和生活成本上涨，七月份，全国各地爆发了针对政府的抗议活动。2022年，古巴目前正面临更加严峻的经济和社会困境，电力中断增加，同时数十万古巴人涌向美墨边境。古巴目前的危机让人联想到90年代特殊时期最糟糕的时刻。